# Kirgisische Eishockeynationalmannschaft
Die kirgisische Eishockeynationalmannschaft vertritt das Land Kirgisistan im Eishockey bei internationalen Wettbewerben. In der IIHF-Weltrangliste belegte die Mannschaft nach der Weltmeisterschaft 2022 den 49. Platz.

## Geschichte
Bereits 1962 bestritt eine kirgisische Auswahl ein Länderspiel. Gegen die Auswahl Litauens gab es eine 2:7-Niederlage am 11. März 1962 im Rahmen der Spartakiade in Swerdlowsk. Beide Mannschaften waren jedoch keine offiziellen Nationalmannschaften, da beide Sowjetrepubliken durch die Sowjetische Eishockeynationalmannschaft repräsentiert wurden.
Die kirgisische Eishockeynationalmannschaft gab wie zahlreiche andere Nationalteams aus Asien ihr Debüt bei einem offiziellen Wettbewerb im Rahmen der Winter-Asienspiele. Am 28. Januar 2011 traf Kirgisistan in der leistungsschwächeren Premier Division der Winter-Asienspiele 2011 auf die international erfahrene Nationalmannschaft Thailands, gegen die es deutlich mit 15:4 gewann. Nur einen Tag später wurde der IIHF-Challenge-Cup-of-Asia-Sieger des Jahres 2009 und Arab-Cup-of-Ice-Hockey-Sieger 2008, die Vereinigten Arabischen Emirate, klar mit 14:0 besiegt. Auch die folgenden vier Spiele bestritten die Kirgisen erfolgreich und gewannen somit die Goldmedaille in der Premier Division.
2014 nahm die Mannschaft erstmals am IIHF Challenge Cup of Asia teil. Nach vier Siegen und einer Niederlage wurde man Zweiter in der Division 1, der leistungsschwächeren der beiden Gruppen.
2019 startete Kirgisistan erstmals bei einer IIHF-Weltmeisterschaft. Dabei blieb die Mannschaft sportlich ungeschlagen und gewann alle fünf Turnierspiele deutlich, was den Aufstieg in die Division III bedeutet hätte. Aufgrund einer fehlenden Spielerlaubnis wurden die ersten vier Turnierspiele jedoch nachträglich mit Niederlagen gewertet, sodass die Mannschaft den letzten Platz belegte und die neu geschaffene Division IV abstieg. Dort wurden die Kirgisen 2022 ebenso wie ein Jahr später in der B-Gruppe der Division III ungeschlagener Gruppensieger. Daher werden sie 2024 in der A-Gruppe der Division III antreten.

## Platzierungen

### Weltmeisterschaften
- 2019 – 6. Platz (Qualifikation zur Division III, Abstieg in die Division IV)
- 2020–2021 – nicht ausgetragen
- 2022 – 1. Platz, Division IV (Aufstieg in die Division IIIB)
- 2023 – 1. Platz, Division IIIB (Aufstieg in die Division IIIA)
- 2024 – 2. Platz, Division IIIA
- 2025 – 1. Platz, Division IIIA (Aufstieg in die Division IIB)

### Winter-Asienspiele
- 2011: 6. Platz (1. Premier Division)
- 2017: 12. Platz (2. Division II)
- 2025: 7. Platz

### IIHF Challenge Cup of Asia
- 2014: 8. Platz (2. Division I)
- 2015: 8. Platz (3. Division I)
- 2016: 1. Platz (1. Division I)
- 2017: kurzfristige Absage
- seit 2018: nicht teilgenommen

### Olympische Winterspiele
- 2022: 4. Platz der Vor-Qualifikations Runde 2, Gruppe K